# Малі Липняги
Малі́ Липня́ги — село в Україні, у Семенівській селищній громаді Кременчуцького району Полтавської області. Населення становить 376 осіб.

## Географія
Село Малі Липняги знаходиться на правому березі річки Крива Руда, вище за течією на відстані 2 км розташоване село Великі Липняги, нижче за течією на відстані 2 км розташоване смт Семенівка. Річка в цьому місці пересихає, на ній зроблено кілька загат.

## Історія
Село засновано на території Миргородського полку Гетьманщини.
Село постраждало внаслідок геноциду українського народу, проведеного урядом СРСР, 1932—1933 та 1946—1947. Водночас місцева влада розвивала симулятивні форми трудової активності, приписуючи успіхи голодуючого села наперед визначеним персонам. Такою 1946 визначено комсомолку Марію Фастову, ланці якої створили виняткові умови для здобуття виняткових показників. Під час Брежнівського періоду правління виняткові показники були за рахунок додаткових не врахованих полів, та надої корів які обліковувались як телята. Це використовували для пропаганди рабської праці в колгоспах, де нібито кожен, хто багато працює, багато їсть. Марію Фастову нагородили комуністичною зіркою — Герой Соціалістичної Праці. Проте постраждалі від голоду не отримали жодної компенсації за конфісковані продукти і доведення до голодного стану. В цей час головою механізованої бригади був Тесля Іван, який також постраждав від голоду. Головою колгоспу імені Карла Маркса був Петро Юхимович Чорненко, якого також нагородили комуністичною зіркою — Герой Соціалістичної Праці на початку 60х років.
12 червня 2020 року, відповідно до розпорядження Кабінету Міністрів України № 721-р «Про визначення адміністративних центрів та затвердження територій територіальних громад Полтавської області», село увійшло до складу Семенівської селищної міської громади.
19 липня 2020 року, в результаті адміністративно — територіальної реформи та ліквідації Семенівського району, село увійшло до складу новоутвореного Кременчуцького району.

## Політика

### Парламентські вибори, 2019
На позачергових парламентських виборах 2019 року у селі функціонувала окрема виборча дільниця № 530835, розташована у приміщенні клубу.
Результати
- зареєстровано 205 виборців, явка 61,95 %, найбільше голосів віддано за «Слугу народу» — 37,30 %, за Радикальну партія Олега Ляшка — 17,46 %, за Всеукраїнське об'єднання «Батьківщина» — 13,49 %.[3] В одномандатному окрузі найбільше голосів отримав Фахраддін Мухтаров (самовисування) — 42,86 %, за Анастасію Ляшенко (Слуга народу) — 15,08 %, за Олексія Баганця (Всеукраїнське об'єднання «Батьківщина») — 11,11 %[4].

## Персоналії
- Гайдар Марія Луківна (1920—2011) — передовиця сільського господарства Української РСР, ланкова колгоспу імені Паризької комуни Семенівського району Полтавської області, Герой Соціалістичної Праці (19.03.1947). Депутатка Верховної Ради СРСР 7-го скликання (1966—1970). Депутатка Верховної Ради Української РСР 2—5-го скликань (1947—1963).